# 퍼즐 (2014년 영화)
퍼즐(일본어: パズル, Puzzle)은 일본에서 제작된 나이토 에이스케 감독의 2014년 공포 영화이다. 카호 등이 주연으로 출연하였고 이노우에 신이치로 등이 제작에 참여하였다.

## 출연

### 주연
- 카호
- 노무라 슈헤이

### 조연
- 다카하시 카즈야
- 야기 사오리
- 사사키 코코네
- 타나카 류조
- 오오와다 바쿠
- 토미타 케이스케